# Сухаче
Суха̀че (до 1966 г. името на селото е Сухатче) е село в Северна България. То се намира в община Червен бряг, област Плевен.

## История
Землището на селото е населявано още от Античността, за което свидетелстват археологически находки и по-специално римска военна диплома от 2 век (понастоящем в Регионален исторически музей - Враца). Районът и изследван от екипи от НАИМ-БАН, УниБИТ и Фондация Арете-Фол.
В началото на османското владичество, а вероятно и по време на Втората българска държава, е влизало в каза (област) Мроморнича (бълг. Мраморница). В миналото в селото са живели помаци, които се изселват на юг след 1876 г. Към 1893 г. в селото са останали само 13 помаци.
През лятото на 1950 година, в разгара на колективизацията, горянска група в селото подпалва кооперативните кошари, а след това и училището, където по това време се намира младежка бригада, произвеждаща тухли за местното трудово кооперативно земеделско стопанство.

## Културни и природни забележителности
- Читалище „Асен Златаров 1921“ с танцов състав и хор
- Пенсионерски клуб „Старият дъб“
- Църква „Свети Архангел Михаил“, построена през 1922 г. Иконостасът е дело на дебърски майстори от рода Филипови,[5]
- Паметник на партизански отряд „Дядо Вълко“ в м. Голия връх
- Римска вила рустика в м. Селището.
- Екопътека в м. Голия връх

## Редовни събития
- Празник на труда и веселието, организиран ежегодно на 11 октомври.
- Годишен събор на селото през последната седмица на ноември.

## Личности
Вълко Димитров (дядо Вълко) (06.04.1885 – 07.06.1944) – деец на БЗНС и участник в партизанското движение в България през 1941 – 1944. 

Мишо Коцов – партизанин от отряд „Дядо Вълко“.

Велика Дакова – партизанка от отряд „Георги Бенковски“ (Червен бряг), загинала на 26 юни 1944 г. в битката при Черни дол край с. Брусен.

Димитрина Вълкова – партизанка от отряд „Дядо Вълко“.